# مجازات تخته‌پیمایی

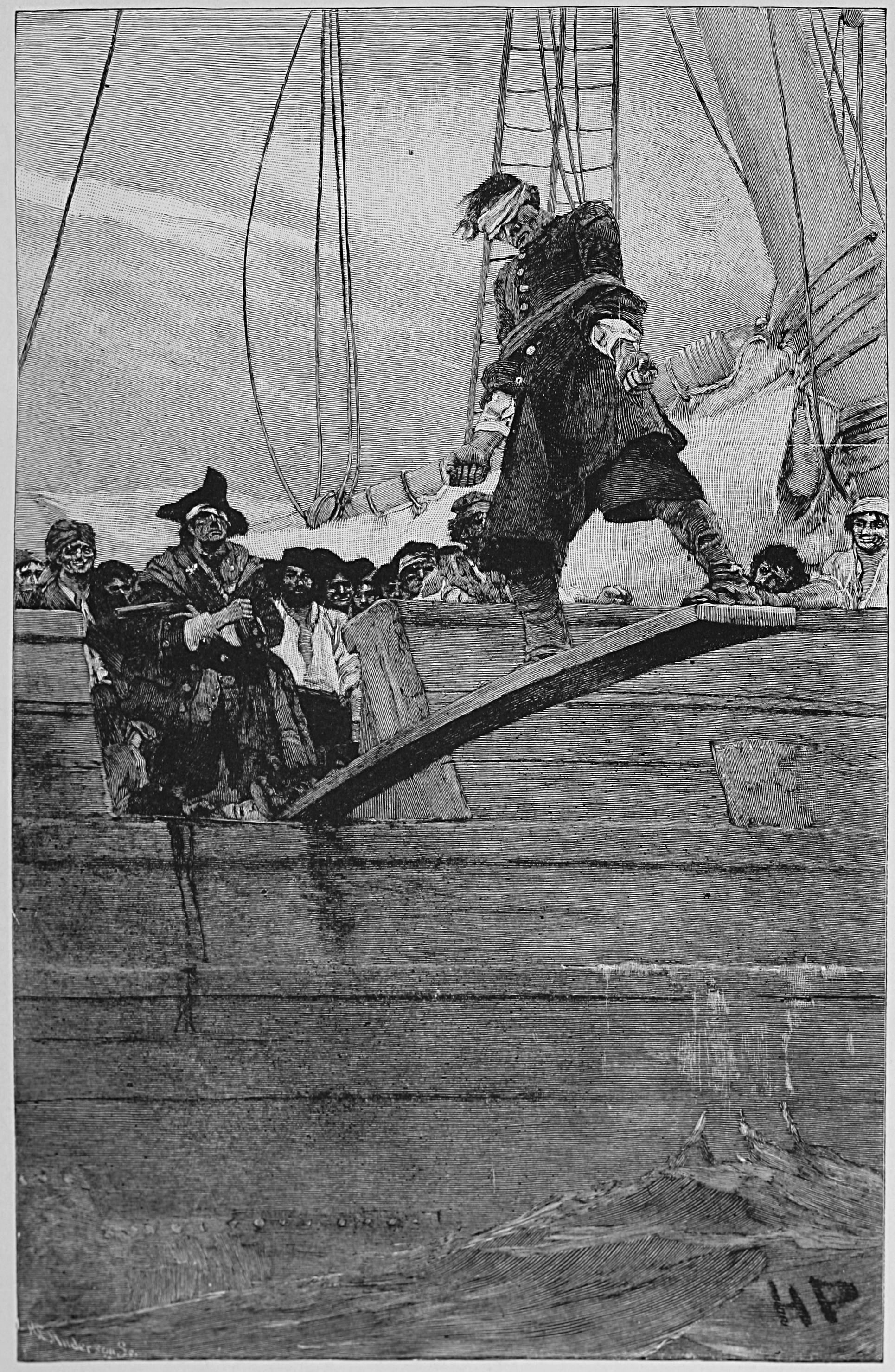
طراحی از شیوه مجازات تخته پیمایی توسط هاورد پایل در هارپر ماگزین به سال ۱۸۸۷

مجازات تخته‌پیمایی (انگلیسی: Walking the plank) یا مجازات تختهٔ اعدام، شیوه‌ای برای اعدام بود که در مناسبت‌های خاص توسط دزدان دریایی، شورشیان کشتی و سایر ملوان‌ها انجام می‌گرفت. طبق این شیوه از مجازات و به منظور سرگرمی عاملان (خدمه) و همین‌طور برای شکنجه روانی قربانیان، دست‌های اسیران را می‌بستند تا نتوانند شنا کنند و به سطح آب بیایند و سپس آنها را مجبور می‌کردند که روی تخته باریکی (تیرک چوبی) که از کناره کشتی بیرون زده بود عبور کرده و به سمت دریا بروند. اگر چه ملزم نمودن اسرا به مجازات تخته‌پیمایی یکی از مضامین مشهور و برجسته دزدان دریایی در فرهنگ عامه به ویژه در قرون ۱۹ تا ۲۱ بوده‌است، اما موارد اندکی از این مجازات مستند شده‌است.
در سال ۱۷۶۹ جورج وود، که یک شورشی بود به کشیش اعتراف‌گیرندهٔ خود در زندان نیوگیت معترف شده بود که او و سایر شورشیان، افسران خود را تحت مجازات تخته‌پیمایی قرار دادند. نویسنده و مورخ، داگلاس بوتینگ معتقد است که این یک اعتراف ادعایی است و شائبهٔ مبهم بودن نیز دارد که ممکن است درست یا غلط باشد و معتقد بود که در هر صورت، این موضوع ربطی به دزدان دریایی نداشته‌است. جان دیدریک مشهور به جانِ بالتیک از دزدان دریایی برجسته در اواخر دهه ۱۷۰۰ میلادی تقریباً تمام قربانیان خود را تحت مجازات تخته‌پیمایی قرار داد. همچنین، ویلیام اسمیت ناخدای یک اسلوپ انگلیسی به نام بلیسینگ در سال ۱۸۲۲ توسط خدمه دزدان دریایی اسپانیایی کشتی امانوئل در هند غربی مجبور به انجام مجازات تخته‌پیمایی گردید.